# دانشگاه دولتی تاراکلیا
دانشگاه دولتی تاراکلیا (به لاتین: Taraclia State University) یک دانشگاه در مولداوی است که در Taraclia واقع شده‌است.